# Sestra obtusaria
Sestra obtusaria là một loài bướm đêm trong họ Geometridae.